# Saccharomyces boulardii
Saccharomyces boulardii é uma cepa tropical de levedura (fermento), inicialmente isolada dos frutos da lichia e do mangostão em 1923 pelo cientista francês Henri Boulard. S. boulardii é relacionado, mas distinto da Saccharomyces cerevisiae em diversas propriedades metabólicas, genéticas e taxonômicas. S. boulardii tem demonstrado que mantém e restaura a flora intestinal nos intestinos delgado e grosso; não são de origem intestinal e tem mostrado efeito probiótico.
Boulard isolou pela primeira vez o fermento depois de observar os nativos do Sudeste da Ásia, que mascavam a pele da lichia e do mangostão numa tentativa de controlar os sintomas da cólera. S. boulardii comprovou ser não-patogênico, não-sistêmico (permanece no trato gastrointestinal em vez de espalhar-se por outras partes do corpo), e cresce mesmo na temperatura incomumente alta de 37°C.
S. boulardii é frequentemente publicitado como um probiótico  em uma forma liofilizada e, por isso, é frequentemente referido como Saccharomyces boulardii lyo.

## Usos médicos
Há diversos estudos com bases aleatórias e em testes cegos, controlados com placebo, que mostram a eficácia do S. boulardii
no tratamento e prevenção de desordens gastrointestinais.
É comercializada sob os nomes comerciais UL-250 e Prolif em Portugal.[carece de fontes?]

### Diarreia aguda
Dois estudos isolados mostraram significante redução dos sintomas de gastroenterite aguda em crianças, em contraposição ao placebo, medindo a frequência de evacuações e outros critérios.
 Os médicos recomendam que crianças acima de três anos de idade tomem duas doses de 250 mg por dia (BID) por cinco dias para tratar a diarreia aguda. Por outro lado, as crianças abaixo de três anos devem tomar metade de uma cápsula de 250 mg ou sachê duas vezes por dia durante cinco dias.[carece de fontes?]
Da mesma forma, um estudo de pesquisa controlada com placebo encontrou significativa redução nos sintomas de diarreia em adultos que tomaram 250 mg de S. boulardii duas vezes por dia por cinco dias ou até que os sintomas dessem trégua.

### Infecção recorrente deClostridium difficile
A administração de duas doses de 500 mg por dia de S. boulardii, quando conjunta com um dos seguintes antibióticos (vancomicina ou metronidazole) resultou em redução significativa da taxa de recorrência  da infecção de Clostridium difficile  (colite pseudomembranosa). Nenhum benefício significativo foi observado na prevenção de um episódio inicial de enfermidades associadas a Clostridium difficile.

### Síndrome do intestino irritável
Um estudo de pesquisa controlada com placebo concluiu que pacientes com diarreia predominante (síndrome do intestino irritavel) tiveram significativa redução do número e consistência das evacuações.

### Enfermidade inflamatória do intestino
Outros benefícios para pacientes de doença inflamatória do intestino tem sido sugerido na prevenção da
recidiva nos pacientes da Doença de Crohn atualmente em estado de remissão.

### Diarreia do viajante
Turistas austríacos tomando S. boulardii e viajando ao redor do mundo constataram que tiveram muito menos ocorrências de diarreia do viajante do que aqueles que só tomaram placebo. Quanto mais S. boulardii foi ingerida como prevenção, começando
cinco dias antes da partida, maior foi a redução de diarreia reportada. Também foi constatado que a redução depende do lugar para onde o turista viajou.

### Diarreia associada à medicação com antibióticos
Há evidência de seu uso no tratamento profilático ou preventivo de diarreias associadas ao consumo de antibióticos em adultos.

### Diarreia associada com HIV/AIDS/SIDA
A literatura médica tem comprovação de que S. boulardii tem aumentado significativamente a taxa de recuperação de pacientes no estágio (estádio) IV de AIDS/SIDA no que se refere à diarreia, em contraposição ao placebo. Em média, pacientes recebendo S. boulardii ganharam peso, enquanto que aqueles com placebo perderam peso, em controle de 18 meses.

## Mecanismos de ação

### Efeitos antitoxinas
S. boulardii secreta a enzima protease com massa molecular de 54 daltons, in vivo. Tem sido comprovado que essa protease possui o efeito de degradar ambas as toxinas A e B, secretadas por Clostridium difficile, e de inibir a ligação delas aos receptores ao longo do bordo em escova do intestino (microvilosidades intestinais). Isso leva a uma redução dos efeitos enterotóxicos e citotóxicos da infecção por C. difficile.

### Efeitos antimicrobianos
Escherichia coli e Salmonella typhimurium, duas bactérias patogênicas frequentemente associadas com diarreia infecciosa aguda, demonstraram que aderem firmemente a manose na superfície da S. boulardii via receptores de lectina (adesinas). Após a bactéria ter invadido S. boulardii, ela fica impedida de atacar as microvilosidades da membrana  do epitélio intestinal; ela é, então, eliminada do organismo no decorrer da próxima evacuação.

### Efeitos tróficos sobre enterocitos
A hipersecreção de água e eletrólitos (incluindo ions de cloretos), causada pela toxina da cólera durante uma infecção por Vibrio cholerae, pode ser reduzida significativamente com a introdução de S. boulardii. Uma protease com 120 Da, secretada por S. boulardii foi observada como tendo o efeito nos enterócitos alinhados ao longo do trato intestinal delgado e grosso – de inibir a produção e secreção de cloretos.

### Efeitos anti-inflamatórios
Interleucina 8 (IL-8) é uma citocina pró-inflamatória secretada durante uma infecção de E. coli nos intestinos. S. boulardii comprovou que pode diminuir a secreção de IL-8 durante a infecção; S. boulardii poderia ter um efeito protetor em doenças inflamatórias intestinais.
Saccharomyces boulardii pode apresentar parte de seu potencial anti-inflamatório através da modulação do fenótipo das células dendríticas, função e migração por inibição da resposta imunitária delas para antígenos substitutos de bactérias microbiais, tais como lipopolissacarídeo (LPS). Estudo recente demonstrou que a cultura de medula primária humana (células dendríticas) CD1c+CD11c+CD123- DC (mDC) na presença de cultura de Saccharomyces boulardii flutuante (componente ativo com peso molecular < 3 kDa), como avaliado por cromatografia de partição membranosa, reduziu significativamente a expressão das moléculas estimulatórias CD40 e CD80 e o marcador de mobilização da célula dendrítica receptor de quemoquina CC CCR7 (CD197) induzido pelo antígeno microbiano prototípico LPS. Além disso, a chave de secreção de citocinas pró-inflamatórias como a TNF-α e a IL-6 foram notavelmente reduzidas, enquanto a secreção do anti-inflamatório IL-10 de fato aumentou. Finalmente, a Saccharomyces boulardii flutuante inibiu a proliferação de células "T" isoladas em uma reação linfócita mista (RLM) com mDC.

### Níveis aumentados de dissacaridase
O efeito trófico sobre os enterócitos demonstrou que aumenta os níveis de dissacaridase tais como lactase, sacarase, maltase, glucoamilase e  N-aminopeptidase na mucosa intestinal de humanos e ratos. Isso pode levar à aumentada decomposição de dissacarídeos em monossacarídeos, que podem ser absorvidos na corrente sanguínea via enterócitos.

Isso pode ajudar no tratamento de diarreia, pois o nível de atividade enzimática diminuiu e o carboidrato não pode ser degradado e absorvido.

### Resposta aumentada de imunidade
A S. boulardii induz a secreção de imunoglobulina A (IgA) no intestino delgado do rato. A IgA produzida provê proteção contra os micróbios invasores nos tratos gastrointestinal e respiratório.

## Efeitos colaterais nos seres humanos
Alguns casos de fungemia foram reportados em pacientes com um catêter venoso central. A administração de um antifúngico conduz à recuperação do paciente dessa infecção sistêmica. Os pacientes com alergias a fermento não são estimulados a tomar S. boulardii.
É conhecido que o S. boulardii pode causar enfermidades em seres humanos com imunodeficiência. Particularmente os suplementos alimentares comercializados como probióticos no tratamento de colite por Clostridium difficile podem possivelmente causar fungemia em pacientes previamente enfermos de forma crítica.